# ابتسم (كتاب فكاهي)
ابتسم هي رواية مصورة عن السيرة الذاتية كتبها رينا تيلجيماير [الإنجليزية]. صدرت في فبراير 2010 عن شركة جرافيكس للنشر، وهي إحدى شركات مؤسسة إستلاستيك، تقدم الرواية وصفًا لحياة المؤلفة، والتي تتميز بإجراءات طب الأسنان والصراعات من أجل التأقلم، من الصف السادس إلى المدرسة الثانوية. نشأ الكتاب باعتباره ويب كومكس. وهو مناسب للقراء بين الصف الرابع والسادس. وكان للكتاب تأثير تربوي، وكتبت مراجعات حول الرواية.

### قائمة الشخصيات
- رينا - مراهقة صغيرة (11 عامًا في البداية، 15 عامًا في النهاية) تعرضت لحادث أدى إلى إصابة أسنانها بصدمة. هي الشخصية المبنية على الشخصية المراهقة للمؤلفة.
- دكتور دراجوني - أخصائي تقويم أسنان رينا.
- الأم (سو) - والدة رينا وأمارا وويل، زوجة دينيس.
- أمارا - عمرها ست سنوات (في النهاية عمرها 10 سنوات).
- ويل - الأخ الأصغر لرينا وأمارا (3 في البداية، 7 في النهاية)
- كيلي - الصديقة التي كانت مع رينا عندما أصيبت أسنانها.
- الوالد (دينيس) - والد رينا وويل وأمارا، زوج سو.
- دكتور جولدن - طبيب أسنان رينا.
- ميليسا، إميلي، كايلا، جيني - أربعة من أصدقاء رينا من المدرسة المتوسطة.
- نيكول وكارين - اثنان من أصدقاء رينا من المدرسة الإعدادية وقاموا بمضايقتها فيما بعد.
- سامّي - الصبي في فصل فرقة رينا الذي أعجبت به عندما بدأت في الصف السابع.
- شون - الصبي في فصل الفنون مع رينا والذي كانت معجبة به في معظم أيام المدرسة الإعدادية.
- تيريزا - أول صديقة جديدة لرينا بعد الانفصال عن نيكول وكارين.

### الجوائز
فاز الكتاب بجائزة بوسطن غلوب لعام 2010 - شرف كتاب القرن للكتب الواقعية. وفي عام 2011، فازت الرواية بجائزة آيزنر لأفضل مطبوع للمراهقين. كانت أيضًا واحدة من أفضل عشر روايات مصورة للمراهقين لعام 2011 من جمعية خدمات المكتبات للشباب البالغين، وكتاب الأطفال البارزين للقراء المتوسطين لعام 2011 من جمعية خدمات المكتبات للأطفال. في عام 2013، فازت بجائزة اختيار القراء الشباب المتوسطين من واشنطن وجائزة ريبيكا كوديل للكتاب الشباب من إلينوي لعام 2013. فازت أيضًا بجائزة نيفادا للقارئ الشاب لعام 2014.